# 相野野站
相野野站（日语：／ Ainono eki */?）位於秋田縣横手市山内土淵字中島，是東日本旅客鐵道（JR東日本）北上線的車站。

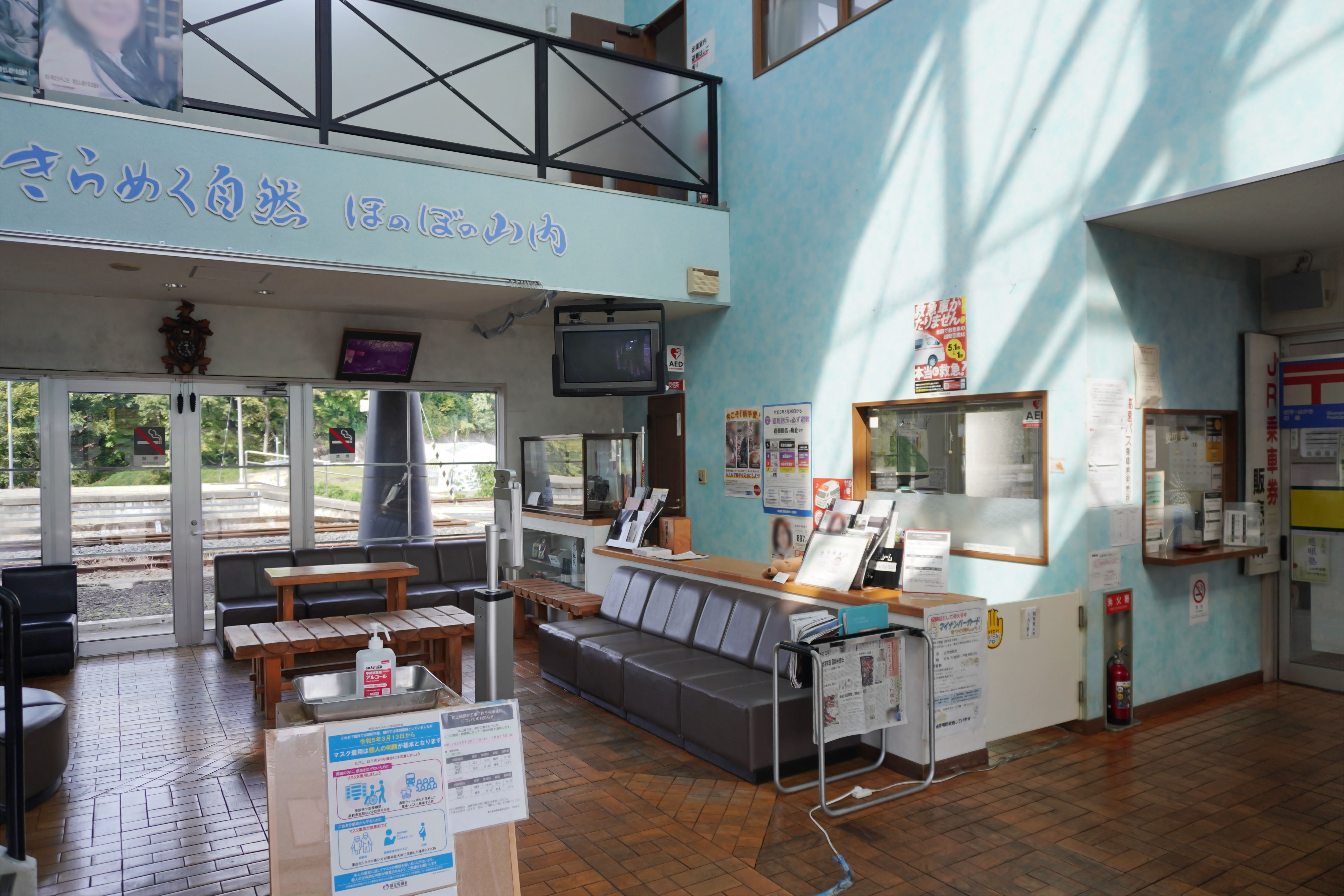
車站內部(2023年10月)

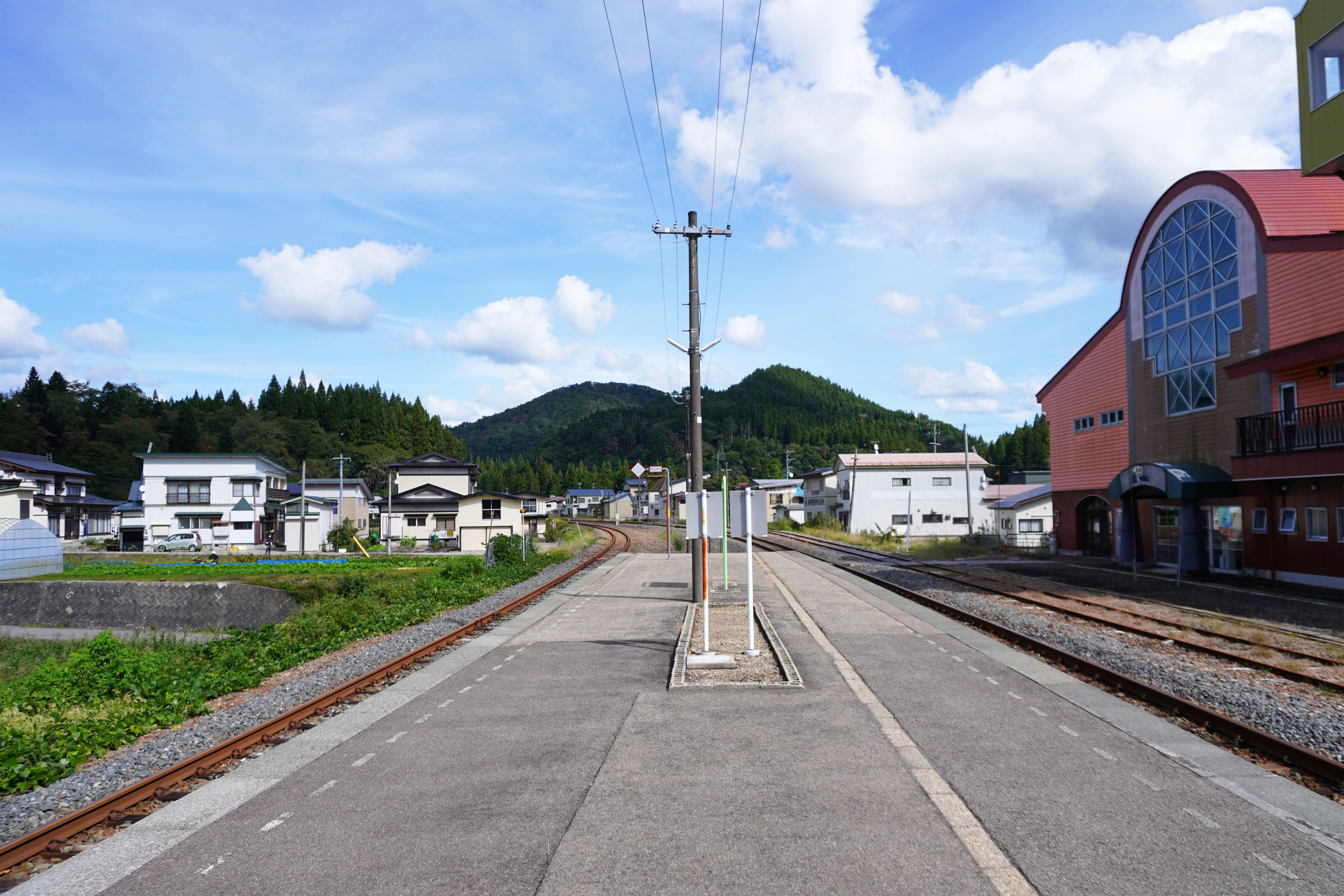
月台(2023年10月)

## 車站構造
島式月臺擁有1面2線的地上站。

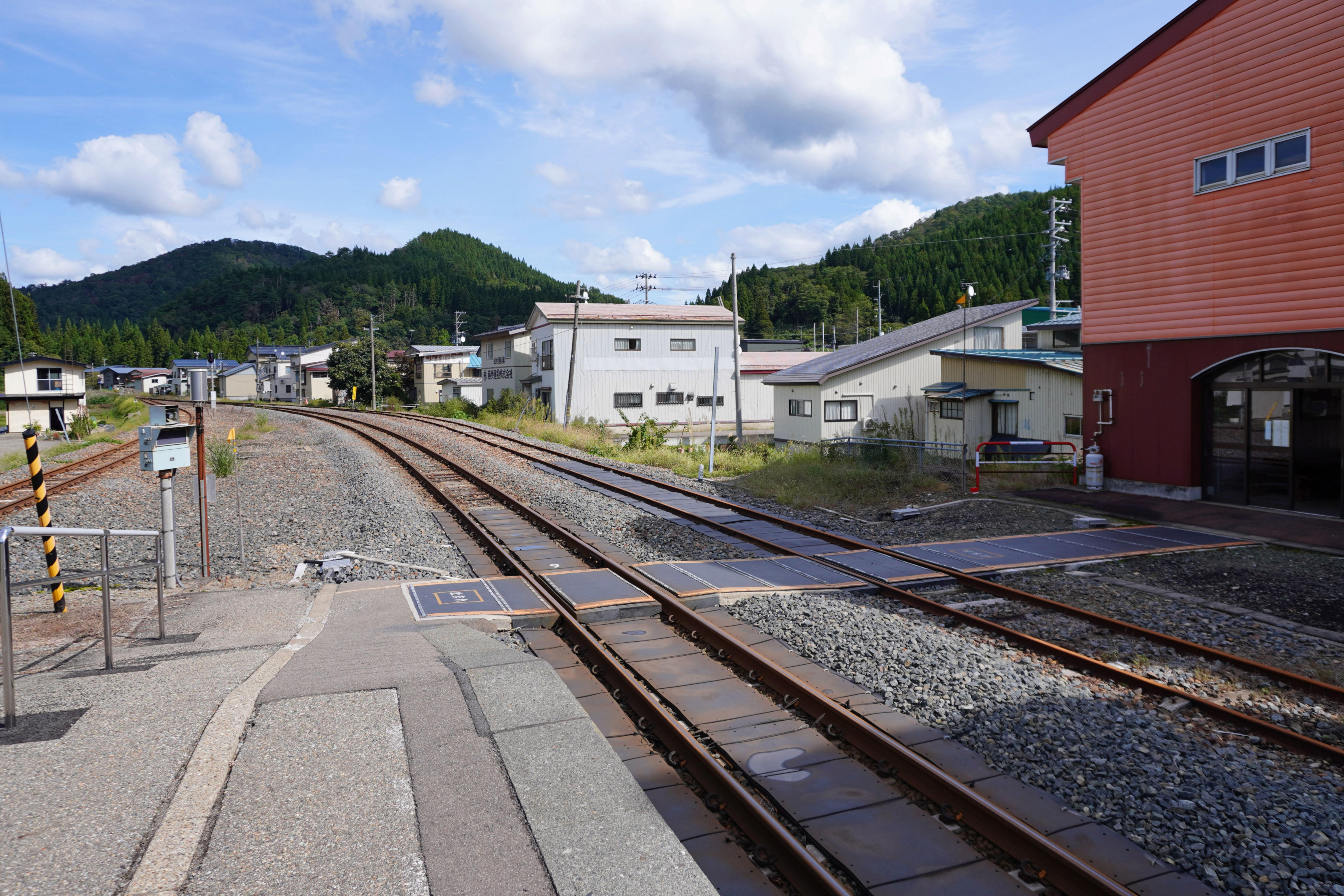
平交道(2023年10月)

簡易委託站，由橫手站管理。車站收票口設有POS，亦受理有關指定席車票的業務，2樓則設有卡拉OK等設施。

### 月台配置
| 月台 | 路線    | 方向 | 目的地             |
| ---- | ------- | ---- | ------------------ |
| 1    | ■北上線 | 下行 | 橫手方向           |
| 2    | ■北上線 | 上行 | 安心湯田、北上方向 |

## 車站周邊
- 相野野溫泉
- 秋田縣道40號横手東成瀬線
- 秋田高速公路
  - 山內公車站
- 國道107號
- 横手市公所 山內地域局（原為山內村公所）
- 山內郵局

## 历史
- 1920年（大正9年）10月10日 - 西横黑輕便線時代設立。
- 1987年（昭和62年）4月1日 - 國鐵分割民營化後成為JR東日本轄下的車站。
- 1994年（平成6年）10月1日 - 簡易委託化。廢除相野野站長，改由安心湯田管理。
- 1996年（平成8年） - 可能於此時改建站房。
- 2001年（平成13年）4月1日 - 變更管轄範圍，改由秋田支社横手站管理。

## 利用狀況
2008年度乘車人員1日平均36人。

## 相鄰車站
東日本旅客鐵道
■北上線
小松川站－（平石）－相野野－（矢美津）－横手